# Oreophasma
Oreophasma is een geslacht van Phasmatodea uit de familie Phasmatidae. De wetenschappelijke naam van dit geslacht is voor het eerst geldig gepubliceerd in 1929 door Günther.

## Soorten
Het geslacht Oreophasma omvat de volgende soorten:
- Oreophasma exilis (Brunner von Wattenwyl, 1907)
- Oreophasma polyacanthum Günther, 1929